# Une ennemie si proche

Une ennemie si proche (Best Friends) est un téléfilm canadien de thriller réalisé par Michael Scott et diffusé en 2005.

## Synopsis
Bien que très différentes, Claudia et Beth sont les meilleures amies du monde. Claudia, une séduisante jeune femme, trompe son mari, Wyatt, un homme plus âgé. Beth est mariée à Kurt.
Un soir, Wyatt annonce à Claudia qu'il a perdu son travail et qu'il va falloir restreindre leur train de vie...

## Distribution
- Megan Gallagher (VF : Clara Borras) : Beth
- Claudette Mink (VF : Géraldine Asselin) : Claudia
- Barclay Hope (VF : Stefan Godin) : Kurt
- Liam Ranger : Charlie
- Brittney Wilson : Sophie
- Nels Lennarson (VF : Lionel Tua) : Dan
- Graham Kosakoski : Jude
- Malcolm Stewart : Wyatt

 Source et légende : version française (VF) sur RS Doublage et selon le carton du doublage français télévisuel.